# Okręg wyborczy nr 5 do Senatu Rzeczypospolitej Polskiej
Okręg wyborczy nr 5 do Senatu Rzeczypospolitej Polskiej obejmuje obszar powiatów dzierżoniowskiego, kłodzkiego i ząbkowickiego (województwo dolnośląskie). Wybierany jest w nim 1 senator na zasadzie większości względnej.
Utworzony został w 2011 na podstawie Kodeksu wyborczego. Po raz pierwszy zorganizowano w nim wybory 9 października 2011. Wcześniej obszar okręgu nr 5 należał do okręgu nr 2.
Siedzibą okręgowej komisji wyborczej jest Wałbrzych.

## Reprezentanci okręgu
| Rok  | Rok  | Senator             | Komitet wyborczy         |
| ---- | ---- | ------------------- | ------------------------ |
|      | 2011 | Stanisław Jurcewicz | Platforma Obywatelska RP |
|      | 2015 | Aleksander Szwed    | Prawo i Sprawiedliwość   |
| 2019 |      | Aleksander Szwed    | Prawo i Sprawiedliwość   |
| 2023 |      | Aleksander Szwed    | Prawo i Sprawiedliwość   |

## Wyniki wyborów
Symbolem „●” oznaczono senatorów ubiegających się o reelekcję.

### Wybory parlamentarne 2011
| Kandydat                                                                                      | Kandydat               | Komitet wyborczy             | Głosów | Głosów | Głosów |
| Kandydat                                                                                      | Kandydat               | Komitet wyborczy             | Liczba | %      | +/–    |
| --------------------------------------------------------------------------------------------- | ---------------------- | ---------------------------- | ------ | ------ | ------ |
|                                                                                               | Stanisław Jurcewicz ●  | Platforma Obywatelska RP     | 49 054 | 42,69  | –      |
|                                                                                               | Henryk Urbanowski      | Prawo i Sprawiedliwość       | 26 233 | 22,83  | –      |
|                                                                                               | Jerzy Makarczyk        | KWW Rafał Dutkiewicz         | 16 573 | 14,42  | –      |
|                                                                                               | Aleksander Niedzielski | Sojusz Lewicy Demokratycznej | 14 037 | 12,21  | –      |
|                                                                                               | Bogusław Wijatyk       | Polskie Stronnictwo Ludowe   | 9020   | 7,85   | –      |
| Frekwencja: 42,30% Liczba głosów ważnych: 114 917 (96,77%) Źródło: Państwowa Komisja Wyborcza |                        |                              |        |        |        |

● Stanisław Jurcewicz reprezentował w Senacie VII kadencji (2007–2011) okręg nr 2.

### Wybory parlamentarne 2015
| Kandydat                                                                                      | Kandydat              | Komitet wyborczy                             | Głosów | Głosów | Głosów |
| Kandydat                                                                                      | Kandydat              | Komitet wyborczy                             | Liczba | %      | +/–    |
| --------------------------------------------------------------------------------------------- | --------------------- | -------------------------------------------- | ------ | ------ | ------ |
|                                                                                               | Aleksander Szwed      | Prawo i Sprawiedliwość                       | 39 803 | 34,44  | +11,61 |
|                                                                                               | Stanisław Jurcewicz ● | Platforma Obywatelska RP                     | 38 327 | 33,16  | –9,53  |
|                                                                                               | Andrzej Hordyj        | KWW JOW Bezpartyjni                          | 15 238 | 13,18  | –      |
|                                                                                               | Anita Zabiegała       | KKW Zjednoczona Lewica SLD+TR+PPS+UP+Zieloni | 13 994 | 12,12  | –0,11  |
|                                                                                               | Lubomir Danielczyk    | Polskie Stronnictwo Ludowe                   | 8214   | 7,10   | –0,75  |
| Frekwencja: 43,78% Liczba głosów ważnych: 115 576 (96,69%) Źródło: Państwowa Komisja Wyborcza |                       |                                              |        |        |        |

### Wybory parlamentarne 2019
| Kandydat                                                                                      | Kandydat             | Komitet wyborczy                           | Głosów | Głosów | Głosów |
| Kandydat                                                                                      | Kandydat             | Komitet wyborczy                           | Liczba | %      | +/–    |
| --------------------------------------------------------------------------------------------- | -------------------- | ------------------------------------------ | ------ | ------ | ------ |
|                                                                                               | Aleksander Szwed ●   | Prawo i Sprawiedliwość                     | 61 035 | 43,45  | +9,01  |
|                                                                                               | Stanisław Jurcewicz  | KKW Koalicja Obywatelska PO .N iPL Zieloni | 57 183 | 40,71  | +7,55  |
|                                                                                               | Patryk Hałaczkiewicz | KWW Koalicja Bezpartyjni i Samorządowcy    | 22 260 | 15,85  | –      |
| Frekwencja: 54,66% Liczba głosów ważnych: 140 478 (98,05%) Źródło: Państwowa Komisja Wyborcza |                      |                                            |        |        |        |

### Wybory parlamentarne 2023
| Kandydat                                                                                      | Kandydat           | Komitet wyborczy                                                           | Głosów | Głosów | Głosów |
| Kandydat                                                                                      | Kandydat           | Komitet wyborczy                                                           | Liczba | %      | +/–    |
| --------------------------------------------------------------------------------------------- | ------------------ | -------------------------------------------------------------------------- | ------ | ------ | ------ |
|                                                                                               | Aleksander Szwed ● | Prawo i Sprawiedliwość                                                     | 56 101 | 35,77  | –7,68  |
|                                                                                               | Paweł Gancarz      | KKW Trzecia Droga Polska 2050 Szymona Hołowni – Polskie Stronnictwo Ludowe | 55 593 | 35,45  | –      |
|                                                                                               | Andrzej Dyszewski  | KWW Porozumienie Obywatelskie                                              | 27 568 | 17,58  | –      |
|                                                                                               | Jan Pokrywka       | Konfederacja Wolność i Niepodległość                                       | 12 429 | 7,93   | –      |
|                                                                                               | Sebastian Grzyb    | Polska 2050                                                                | 5130   | 3,27   | –      |
| Frekwencja: 67,79% Liczba głosów ważnych: 156 821 (95,18%) Źródło: Państwowa Komisja Wyborcza |                    |                                                                            |        |        |        |